# Listă de umanoizi reptilieni
Umanoizii reptilieni sunt un motiv comun în mitologie, folclor, științifico-fantastic, fantezie, teoria conspirației, ufologie și criptozoologie.

## În mitologie
Printre umanoizii reptilieni din mitologiile terestre se pot enumera: 

### Bărbați
- Boreas (Aquilon pentru romani): zeul grec al vântului rece din nord, care este descris de către Pausanias ca fiind un om înaripat cu șerpi în loc de picioare.
- Cecrops I: rege legendar al Atenei reprezentat ca un om cu un corp care se termină cu coadă de șarpe.
- Dragon Kings: creatures din Chinese mitologie sometimes depicted as reptilian humanoids
- Fu Xi: serpentine founding figure din Chinese mitologie
- Glykon: o zeitate cu înfățișare de șarpe și cap de om.
- Ningizzida, Lord of the Tree of Life, mentioned în the Epic of Gilgamesh and linked to the water serpent constellation Hydra.
- Shenlong: a Chinese dragon thunder god, depicted with a human head and a dragon's body
- Sobek: Ancient Egyptian crocodile-headed god
- Tlaloc: Aztec god depicted as a man with snake fangs
- Typhon, the "father of all monsters" în Greek mitologie, was a man din the waist up, and a mass of seething vipers din the waist down.
- Zahhak, a figure din Zoroastrian mitologie who, în Ferdowsi's epic Shahnameh, grows a serpent on either shoulder

### Femele
- Echidna: soția lui Typhon în mitologia greacă, jumătate femeie și jumătate șarpe.
- Moura Encantada din Portuguese and Galician folklore appears as a snake with long blonde hair.
- Gorgonele: trei surori din mitologia greacă care avea părul din șerpi vii și veninoși.
- The Lamia: a child-devouring female demon din Greek mitologie depicted as half woman, half serpent.
- Nüwa: serpentine founding figure din Chinese mitologie
- Wadjet pre-dynastic snake goddess of Lower Egypt - sometimes depicted as half snake, half woman
- The White Snake: a figure din Chinese folklore

### Alții
- Some djinn în mitologia islamică are described as alternating between human and serpentine forms.
- Nāga (Devanagari: नाग): reptilian beings din Hindu mitologie said to live underground and interact with human beings on the surface.
- The Serpent: a character din the Genesis creation narrative occasionally depicted with legs, and sometimes identified with Satan, though its representations have been both male and female.

## În criptozoologie
Printre presupusele criptide reptiliene umanoide se numără:
- The Cherufe în Chile
- The Lizard Man of Scape Ore Swamp în South Carolina, USA
- The Loveland Frog (or Loveland Lizard), în Loveland, Ohio, USA
- Jake the Alligator Man, a sideshow gaff în Long Beach, Washington, USA
- The Thetis Lake monster în Canada
- Flatwoods monster  (referred to as the "Lizard Monster" on the 10 martie 2010 episode of MonsterQuest)

## În ufologie și teoriile conspirative
- Reptilienii appear în some claims of alien encounters and în the conspiracy theories of David Icke
- Lemurians, reptilian humanoids în the writings of Helena Blavatsky

## În speculații științifice
- The dinosauroid, a hypothetical reptilian humanoid conjectured by palaeontologist Dale Russell
- Other speculated sapient dinosaurs

## În ficțiune
A wide range of fictional works depict reptilian humanoids.

### Literatură
- Dracs din nuvela Enemy Mine serie de Barry B. Longyear.
- Evra Von din Darren Shan's "Saga of Darren Shan"
- Hork-Bajir din K. A. Applegate's Animorphs
- The Lady of the Green Kirtle din CS Lewis's The Silver Chair
- An Unnamed race din H.P. Lovecraft's The Nameless City - later Cthulhu Mythos tales have named these the Valusians or simply "serpent people".
- The Race din Harry Turtledove's Worldwar series
- Serpent men din the works of Robert E. Howard (also în the Marvel universe)
- În seria Harry Potter, Voldemort are ochi de șarpe și animalul său este un șarpe uriaș numit Nagini .

### Televiziune

#### Doctor Who
- Draconians
- Foamasi
- Homo reptilia (Silurians și Sea Devils)
- Ice Warriors

#### Star Trek
- Cardassians
- Gorn
- Jem'Hadar
- Voth
- Tosk
- reptilian Xindi

#### Alții
- Cobra-La, and Cobra Commander din the G. I. Joe series
- Drakh and Narn din Babylon 5
- Scarrans din Farscape
- Sleestaks din Land of the Lost
- Slithe din ThunderCats
- Snake Men, din Masters of the Universe
- Visitors din V
- Unas din Stargate

### Benzi desenate

#### Marvel
- The Lizard, an enemy of Spider-Man
- Sauron, an enemy of the X-Men
- Stegron
- Skrulls, an alien race of reptilian shapeshifters
- Badoon, another hostile alien race
- Slither, a snakelike mutant and ally of Magneto

#### DC
- Copperhead, some versions
- Gordanians, a species of alien reptilian slavers
- Killer Croc, an enemy of Batman
- Llarans
- Psions

#### Alții
- Henry Phage din the Mr. Hero comics din Tekno Comix
- Kleggs, alien mercenaries în the Judge Dredd universe.
- The Teenage Mutant Ninja Turtles, and their ally/foe Leatherhead
- Treens din Dan Dare

### Filme
- Dracs, din Enemy Mine și Hunter Prey
- Thulsa Doom din Conan the Barbarian
- Trandoshans din Star Wars

### Jocuri

#### RPG și de strategie
- Bangaa, a race în the game series of Final Fantasy
- Drell, a race în the Mass Effect series
- Iksar, a race din the Everquest franchise.
- Lizalfos și Daira din seria The Legend of Zelda.
- Lizardfolk, kobolds, saurial, troglodytes and Yuan-ti  din Dungeons & Dragons
- Lizardmen din the Warhammer fantasy tabletop games.
- Naga din the Warcraft series.
- Reptites din Chrono Trigger
- Saurians din  Risen
- Tsaesci, a race în the game franchise The Elder Scrolls

#### Platforme și fighting games
- Bowser din Super Mario Bros. (King Koopa în the TV Series)
- Espio the Chameleon and Vector the Crocodile din Sonic the Hedgehog
- Lizardman, a character din the Soul series of fighting games
- Locust Horde, the primary antagonists în the game franchise Gears of War
- Reptile and Chameleon din the game Mortal Kombat
- Riptor, a character din the fighting game  Killer Instinct